# Institution salésienne Notre-Dame des Minimes
L’institution salésienne Notre-Dame des Minimes, couramment appelée Notre-Dame des Minimes ou les Minimes, est un établissement catholique d'enseignement sous contrat d'association avec l'État, situé dans le 5e arrondissement de Lyon.

## Formations
L'Institution abrite une école élémentaire, un collège, un lycée ainsi que des classes préparatoires économiques et commerciales et une classe préparatoire aux instituts d'études politiques.

## Classement du lycée
En 2015, le lycée se classe 26e sur 67 au niveau départemental quant à la qualité d'enseignement, et 667e au niveau national. Le classement s'établit sur le taux de réussite au bac, la proportion d'élèves de première qui obtient le baccalauréat en ayant fait les deux dernières années de leur scolarité dans l'établissement, et la valeur ajoutée (calculée à partir de l'origine sociale des élèves, de leur âge et de leurs résultats au diplôme national du brevet).

### Classements des CPGE ECG et Sciences Po
En 2015, L'Étudiant classe l'établissement pour les concours de la filière ECG de 2014 :